# Lorenz Knauer
Lorenz Knauer (* 29. Juli 1953 in München) ist ein deutscher Filmregisseur für Dokumentarfilme.

## Karriere
Knauer, in München geboren, wuchs unter anderem in London, den USA und Berlin auf. Nach dem Abitur und Studium in München arbeitete er erst als freier Autor und wechselte später ins Filmgeschäft. Im Jahr 1990 war er für den Film Guns: A Day in the Death of America gemeinsam mit Malcolm Clarke als Regisseur tätig, der auf dem Sender HBO lief. In Deutschland erschien der Film unter dem Titel Waffenwahn: Der Krieg in den Straßen Amerikas.
Danach wirkte er u. a. für die deutschen öffentlich-rechtlichen Fernsehsender bei Dokumentationen über die Donau mit.
Sein Dokumentarfilm Jane’s Journey – Die Lebensreise der Jane Goodall, der den Lebensweg der britischen Verhaltensforscherin Jane Goodall erzählt, wurde für die Oscarverleihung 2012 vorgeschlagen und schaffte es in die engere Wahl, wurde aber für die abschließende Zeremonie nicht berücksichtigt, da man sich für den Film Pina von Wim Wenders entschied.
Knauer ist Vater eines Sohnes.